# Xenoglòssia
Xenoglòssia (grec: ξενογλωσσίαes), del llatí xeno, grec xenos: 'estranger', o 'estrany', i glossa: 'llengua' o 'llenguatge', és un fenomen paranormal en el qual una persona és capaç de parlar un idioma que no ha adquirit per mitjans naturals, associat amb casos de regressió de vides passades, estats alterats de consciència, possessions demoníaques, deliris, somni i la mediumnitat.
Per exemple, una persona que parla alemany fluidament com un nadiu, però que mai no ha estudiat aquest idioma, ni ha estat en un país en el qual es parle alemany, ni ha conegut persones que parlin alemany, es podria dir que experimenta xenoglòssia.